# Estadio Municipal de Béisbol Moroleón
El Estadio Municipal de Béisbol Moroleón , se encuentra en el municipio de Moroleón, en el estado de Guanajuato, México.
Tiene una capacidad para 3.000 personas. Actualmente, es la sede de los Toros Bravos de Moroleón, un equipo de la Liga Invernal Mexicana.

## Historia
Los primeros trabajos de obra se iniciaron 1950, siendo Presidente Municipal Miguel Cerna, en este tiempo se inició el estadio con una gradería de madera.
Para finales de los años 60 un grupo de notables promotores del béisbol del municipio, llamado el Club de Los Alacranes, gestionó recursos para la construcción del estadio, la cual se materializó durante el mandato de José Gaytán.
En 2015 fue sede de la Liga Invernal Mexicana con el equipo de Los Toros de Moroleón, y para la temporada 2017 fue cede del equipo Toros Bravos de Moroleón. En este mismo año 2017 sufrió su más reciente remodelación que consistió en el mejoramiento del alumbrado del campo de juego.

## Ubicación

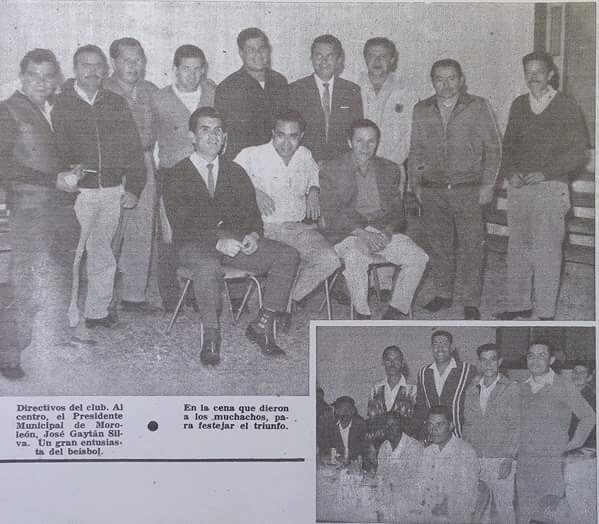
Club de Los Alacranes o Club de la Amistad.

El estadio se localiza al oeste de la ciudad, sobre la calle Francisco Pérez Baeza. Del centro de la ciudad es fácil su llegada, estando en el jardín principal se toma la calle Juárez hasta la calle Francisco Pérez Baeza, donde se gira a la izquierda y en unos 100 metros se podrá ver el estacionamiento del complejo.